# Харченко Ігор Юрійович
І́гор Ю́рійович Ха́рченко (15 травня 1962, Київ, Українська РСР, СРСР) — український дипломат. Надзвичайний та Повноважний Посол України.

## Біографія
Народився 15 травня 1962 у Києві.
Закінчив Київський державний університет ім. Т. Г. Шевченка (1985), з міжнародних відносин, референт-перекладач англійської та румунської мов. Кандидат історичних наук.
З 1979 по 1980 — електромонтер ВЕО «Київенерго».
З 1980 по 1985 — студент Київського державного університету ім. Т. Г. Шевченка.
З 1985 — викладач кафедри гуманітарних дисциплін підготовчого факультету для іноземних громадян Київського державного університету ім. Т. Г. Шевченка.
З 1985 по 1988 — аспірант кафедри історії міжнародних відносин та зовнішньої політики Київського державного університету ім. Т. Г. Шевченка.
З 1988 по 1992 — викладач кафедри історії міжнародних відносин та зовнішньої політики Українського інституту міжнародних відносин при Київському державному університеті ім. Т. Г. Шевченка.
З 1992 — перший секретар сектору Європейської політики відділу політичного аналізу і планування МЗС України.
З 1992 по 1993 — завідувач сектору Європейської політики відділу політичного аналізу і планування МЗС України;
З 1993 — виконувач обов'язків начальника відділу політичного аналізу і планування МЗС України; виконувач обов'язків начальника Управління політичного аналізу і планування МЗС України.
З 1993 по 1997 — начальник Управління політичного аналізу і планування МЗС України.
З 1997 по 1998 — заступник Постійного представника України при ООН (керівник Секретаріату Голови 52-ї сесії ГА ООН); Посол України з особливих доручень.
З 1998 по 2000 — Надзвичайний і Повноважний Посол України в Румунії.
З 2000 по 2001 — заступник міністра закордонних справ України.
З 21.08.2001 по 07.2003 — заступник державного секретаря МЗС України.
З 24.09.2001 — Повноважний представник України на Балканах.
З 07.2003 по 11.2003 — заступник Міністра закордонних справ України.
З 11.2003 по 12.2005 — Надзвичайний та Повноважний Посол України в Республіці Польща.
З 09.12.2005 по 30.07.2010 — Надзвичайний та Повноважний Посол України у Великій Британії
З 16.04.2006 — 30.07.2010 — Постійний представник України при Міжнародній морській організації (ІМО).
З 16.09.2010 — Спеціальний представник України з питань придністровського врегулювання.
З 29.01.2013 по 14 квітня 2020 року  — Надзвичайний та Повноважний Посол України в Японії.
Володіє англійською, румунською, польською, російською мовами.
Одружений, має двох доньок.

## Дипломатичний ранг
- Надзвичайний і Повноважний Посол України.

## Нагороди
- Орден За заслуги III ступеня (2002)[9]